# Mark Magsayo
Jessel Mark Araula Magsayo (Tagbilaran, el 22 de junio de 1995) es un boxeador profesional filipino. Fue el campeón de peso pluma del CMB en 2022.

## Carrera amateur
Magsayo comenzó a boxear cuando tenía solo 8 años. Cuando se convirtió en profesional, había peleado en alrededor de 200 peleas amateur siendo así cuatro veces campeón de boxeo amateur en los torneos nacionales anuales de la Asociación de Boxeo Amateur de Filipinas (ABAP).

## Carrera profesional

### Magsayo vs. Ceja
Magsayo se enfrentó a Julio Ceja en una eliminatoria por el título de peso pluma del CMB el 21 de agosto de 2021, en la cartelera de Manny Pacquiao vs. Yordenis Ugás, con el ganador de la pelea ganándose el derecho de desafiar al campeón reinante Gary Russell Jr. Magsayo ganó la pelea por nocaut en el décimo asalto.

### Campeón de peso pluma del CMB

#### Magsayo vs. Russell Jr
El 21 de septiembre de 2021, la CMB ordenó a Gary Russell Jr. defender su título de peso pluma contra Magsayo. La pelea por el título estaba programada como el evento principal de Showtime, el 22 de enero de 2022, que tuvo lugar en el Borgata en Nueva Jersey. Magsayo ganó su primer título mundial por decisión mayoritaria. Dos jueces calificaron la pelea 115-113 para Magsayo, mientras que el tercer juez calificó la pelea como un empate 114-114.